# Ljubo Šamadan
Ljubo Šamadan (Kaštel Sućurac, 29. kolovoza 1983.) hrvatski je profesionalni košarkaš. Igra na poziciji centra, a trenutačno nastupa za HKK Zrinjski iz Mostara.
Visok je 2,07 metara. Igra na mjestu »petice«.
Rođen je u Kaštel Sućurcu. Karijeru je počeo u zagrebačkom Zrinjevcu. Nakon toga odlazi Široki (tada Široki Hercegtisak) za koji je nastupao i u ABA ligi.

## Vanjske poveznice
- Profil na alba-globe.com
- Profil[neaktivna poveznica] na hkkzrinjski.info